# (27626) 2001 NA
2001 أن أي (ويعرف أيضًا باسم (27626) 2001 أن أي وفق تسمية الكوكب الصغير) (بالإنجليزية: 2001 NA)‏ هو كويكب ضمن حزام الكويكبات؛ وترتيبه 27626 من حيث الاكتشاف.
اكتُشف هذا الجُرم الفلكي بواسطة جون بروفتون في 1 يوليو 2001.

## وصلات خارجية
- (27626) 2001 NA في قاعدة بيانات مختبر الدفع النفاث لأجرام النظام الشمسي الصغيرة

- الاكتشاف · مخطط المدار ·  العناصر المدارية · المعلمات المادية

- (27626) 2001 NA على موقع ويكي سكاي: DSS2, SDSS, GALEX, IRAS, Hydrogen α, X-Ray, Astrophoto, Sky Map, Articles and images